# Opsigalea
Opsigalea is een geslacht van vlinders van de familie uilen (Noctuidae), uit de onderfamilie Cuculliinae.

## Soorten
- O. blanchardi Todd, 1966
- O. ocellata Walker, 1865